# Rappensee
Der Rappensee (auch Großer Rappensee) ist ein bayerischer Hochgebirgssee auf 2047 Meter Höhe im Zentralen Hauptkamm der Allgäuer Alpen. Er ist der Hauptsee in einer Karmulde mit mehreren Seen, darunter auch der Kleine Rappensee.

## Lage und Umgebung
Er liegt 506 Meter nördlich unterhalb des auf der deutsch-österreichischen Grenze liegenden Rappenseekopfes (2468 m), in der Nähe von Einödsbach und Oberstdorf. Er befindet sich in einer Karmulde, die nach Süden ringförmig von den Bergen Kleiner Rappenkopf (2276 m), Hochrappenkopf (2424 m), Rappenseekopf, Hochgundspitze (2460 m), Rotgundspitze (2485 m) und Linkerskopf (2459 m) überragt wird. Nach Norden wird die Mulde von der Erhebung des Seebichels (2111 m) zum Rappenalptal hin abgeschlossen.
Der See liegt auf dem Gemeindegebiet von Oberstdorf und ist der südlichste See Deutschlands.

## Beschreibung
Der 240 Meter lange und 150 Meter breite, 2,3 Hektar große See mit einer maximalen Wassertiefe von etwa acht Metern entwässert über den Seebach in den Rappenalpenbach, der nach dem Zusammenfluss mit dem Bacherlochbach die Stillach bildet. Er gehört damit zum Flusssystem von Iller und Donau.

## Kleiner Rappensee

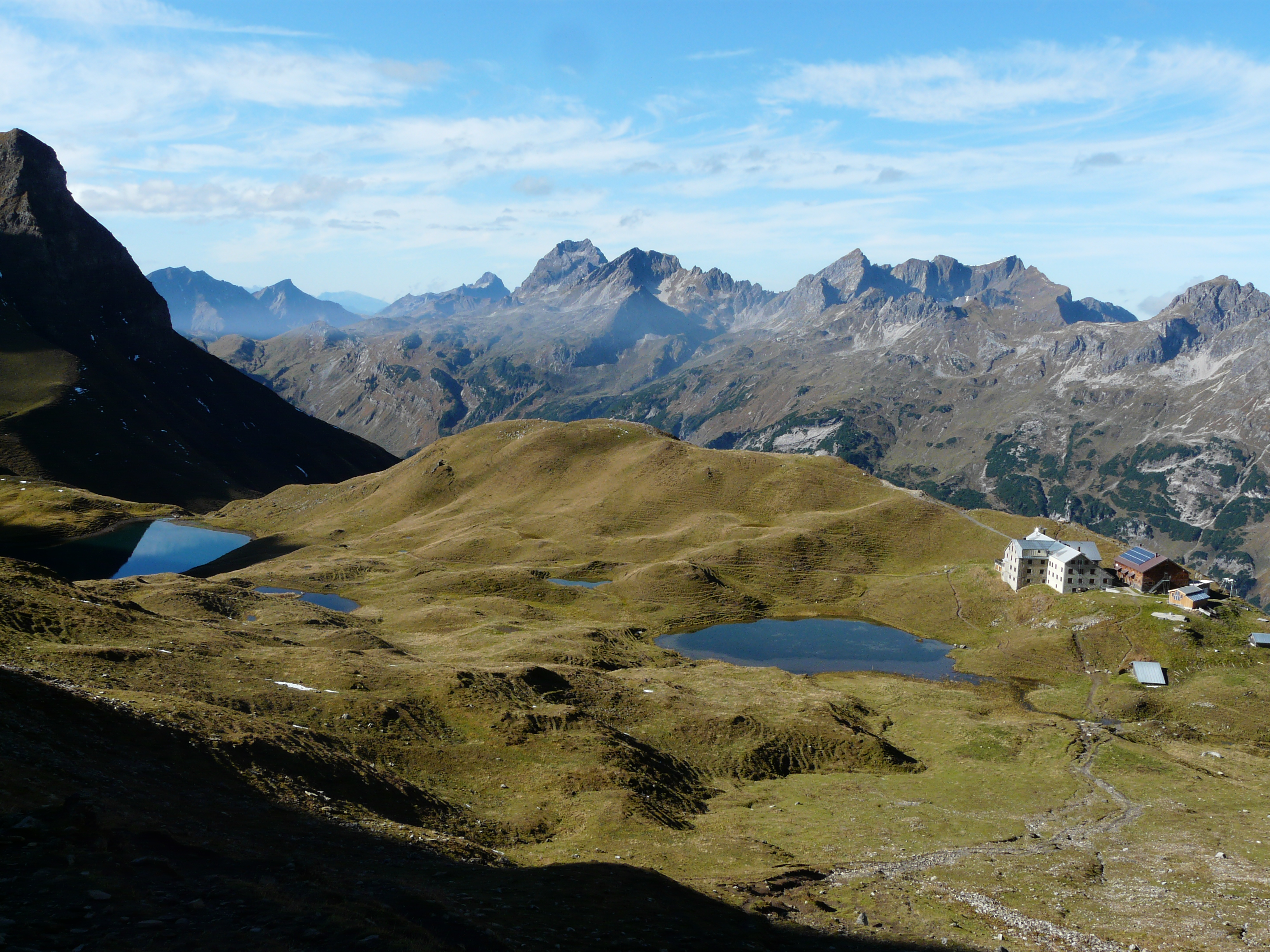
Kleiner Rappensee (Mitte) mit Rappenseehütte und Großem Rappensee (links)

200 Meter nordöstlich des Großen Rappensees liegt der Kleine Rappensee. Er befindet sich direkt unterhalb der Rappenseehütte (2091 m) auf einer Höhe von 2070 Metern. Er ist ungefähr 70 Meter lang und 65 Meter breit und umfasst eine Fläche von annähernd 0,3 Hektar. Der Kleine Rappensee entwässert nicht zum Großen Rappensee, sondern nach Norden, östlich vorbei an der Rappenseehütte, in einem Wasserfall über die felsige Gamswand zum Rappenbach, der ebenso wie der Seebach in den Rappenalpbach mündet.